# Championnats du monde junior de ski nordique 1990
Navigation
Édition précédente Édition suivante
Les championnats du monde junior de ski nordique 1990 se déroulent du 28 mars 1990 au 31 mars 1990 au Saisies (France) et à Štrbské Pleso (Tchécoslovaquie), sous l'égide de la fédération internationale de ski. 

## Organisation

### Lieux
Les épreuves de ski de fond ont lieu aux Saisies alors que le saut à ski et le combiné nordique ont lieu à Štrbské Pleso. Les épreuves de saut ont lieu sur le MS 1970 (en). Initialement prévue au Stade de la Côte Feuillée à Chaux-Neuve, les épreuves de saut et de combiné sont déplacées à Štrbské Pleso en raison du manque de neige.

### Programme et calendrier
| Mars 1990               | Mars 1990 | Mars 1990 | Mars 1990 | Mars 1990 | Mars 1990 |
| Ski de fond             | 27        | 28        | 29        | 30        | 31        |
| ----------------------- | --------- | --------- | --------- | --------- | --------- |
| 10 km classique (M)     |           |           |           |           |           |
| 30 km libre (M)         |           |           |           |           |           |
| 4x10 km (M)             |           |           |           |           |           |
| 5 km classique (F)      |           |           |           |           |           |
| 15 km libre (F)         |           |           |           |           |           |
| 4x5 km (F)              |           |           |           |           |           |
| Saut à ski              | 27        | 28        | 29        | 30        | 31        |
| concours individuel (M) |           |           |           |           |           |
| K88 équipe (M)          |           |           |           |           |           |
| Combiné nordique        | 27        | 28        | 29        | 30        | 31        |
| K88/10 km (M)           |           |           |           |           |           |
| K88/3×10 km relais (M)  |           |           |           |           |           |

|  | Courses |

## Résumé des courses
Sur le 30 km en style libre, l'Allemand Johann Mühlegg domine les athlètes norvégiens et soviétiques.
En saut à ski, Heinz Kuttin remporte le concours individuel. Roberto Cecon termine deuxième devant Tomáš Raszka.
En combiné, Trond Einar Elden remporte l'épreuve individuelle avec plus d'une minute d'avance sur Falk Schwaar (en) et Christophe Borello.

## Podiums

### Ski de fond

#### Hommes
| Épreuves            | Or                                                                                       | Argent                                                                                                   | Bronze                                                                                          |
| ------------------- | ---------------------------------------------------------------------------------------- | --- | ----------------------------------------------------------------------------------------------- |
| 10 km - Classique   | Jiří Kvapil (pl)                                                                         | Viktor Tortchinski                                                                                       | Stefan Alraun (pl)                                                                              |
| 30 km - Style libre | Johann Mühlegg                                                                           | Anders Eide (en)                                                                                         | Valeri Rodohlebov (fi)                                                                          |
| Relais 4 × 10 km    | Allemagne de l'Ouest - Jens Dietel - Janko Neuber (en) - Matthias Grünwald - Jens Neuber | Union soviétique - Viktor Tortchinski - Vladimir Legotine (en) - Valeri Rodohlebov (fi) - Vitali Rudenko | Allemagne de l'Est - Stefan Alraun (pl) - Michael Popp - Johann Mühlegg - Peter Schlickenrieder |

#### Femmes
| Épreuves            | Or                                                                                            | Argent                                                                               | Bronze                                                                                       |
| ------------------- | --------------------------------------------------------------------------------------------- | ------------------------------------------------------------------------------------ | -------------------------------------------------------------------------------------------- |
| 5 km - Classique    | Olga Danilova                                                                                 | Iveta Zelingerová (en)                                                               | Olga Kosmachyova                                                                             |
| 15 km - Style libre | Gabriele Hess (en)                                                                            | Soňa Mihoková                                                                        | Olga Danilova                                                                                |
| Relais 4 × 5 km     | Union soviétique - Olga Danilova - Olga Kosmachyova - Irina Pridannikova - Valentina Smirnova | Allemagne de l'Est - Katrin Apel - Steffi Kramer - Gabriele Hess (en) - Ramona Henke | Suisse - Beatrice Schranz - Natascia Leonardi Cortesi - Elvira Knecht (en) - Barbara Mettler |

### Saut à ski
| Épreuves    | Or                                                                                         | Argent                                                                            | Bronze                                                                            |
| ----------- | ------------------------------------------------------------------------------------------ | --------------------------------------------------------------------------------- | --------------------------------------------------------------------------------- |
| Individuel  | Heinz Kuttin                                                                               | Roberto Cecon                                                                     | Tomáš Raszka                                                                      |
| Par équipes | Autriche - Heinz Kuttin - Werner Rathmayr - Herwig Millonig (pl) - Alexander Pointner (en) | Finlande - Esa Könönen (pl) - Riku Äyri (pl) - Mika Laitinen - Marko Haarala (pl) | Yougoslavie - Damjan Fras - Sašo Komovec (de) - Tomaž Knafelj (pl) - Franci Petek |

### Combiné nordique
| Épreuves              | Or                                                            | Argent                                                    | Bronze                                                             |
| --------------------- | ------------------------------------------------------------- | --------------------------------------------------------- | ------------------------------------------------------------------ |
| Gundersen K88/10 km   | Trond Einar Elden                                             | Falk Schwaar (en)                                         | Christophe Borello                                                 |
| Par équipes 4 x 10 km | Norvège- Halldor Skard - Bjarte Engen Vik - Trond Einar Elden | Tchécoslovaquie- Milan Kučera - Jiří Hradil - David Šojat | Allemagne de l'Est- Enrico Heisig - Falk Schwaar (en) - Falk Weber |

## Tableau des médailles
| Rang  | Nation               | Or | Argent | Bronze | Total |
| ----- | -------------------- | -- | ------ | ------ | ----- |
| 1     | Union soviétique     | 2  | 2      | 3      | 7     |
| 2     | Allemagne de l'Est   | 2  | 2      | 1      | 5     |
| 3     | Norvège              | 2  | 1      | 0      | 3     |
| 4     | Autriche             | 2  | 0      | 0      | 2     |
| 5     | Tchécoslovaquie      | 1  | 3      | 1      | 5     |
| 6     | Allemagne de l'Ouest | 1  | 0      | 2      | 3     |
| 7     | Finlande             | 0  | 1      | 0      | 1     |
| 7     | Italie               | 0  | 1      | 0      | 1     |
| 9     | France               | 0  | 0      | 1      | 1     |
| 9     | Suisse               | 0  | 0      | 1      | 1     |
| 9     | Yougoslavie          | 0  | 0      | 1      | 1     |
| Total | Total                | 10 | 10     | 10     | 30    |